# Bembidion graciliforme
Bembidion graciliforme är en skalbaggsart som beskrevs av Hayward. Bembidion graciliforme ingår i släktet Bembidion och familjen jordlöpare. Inga underarter finns listade i Catalogue of Life.

## Bildgalleri

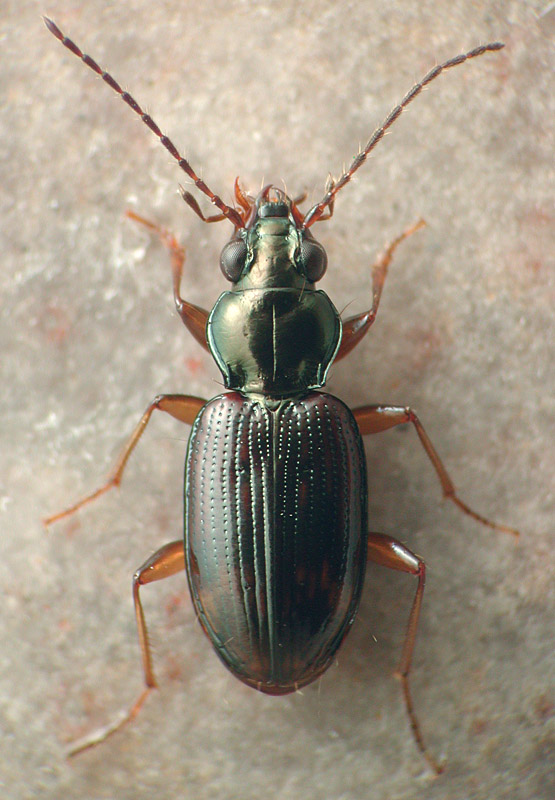